# Nasuh Mahruki
Ali Nasuh Mahruki (* 21. Mai 1968 in Istanbul) ist ein türkischer Bergsteiger, Schriftsteller, Fotograf, Dokumentarfilmer und Politiker.

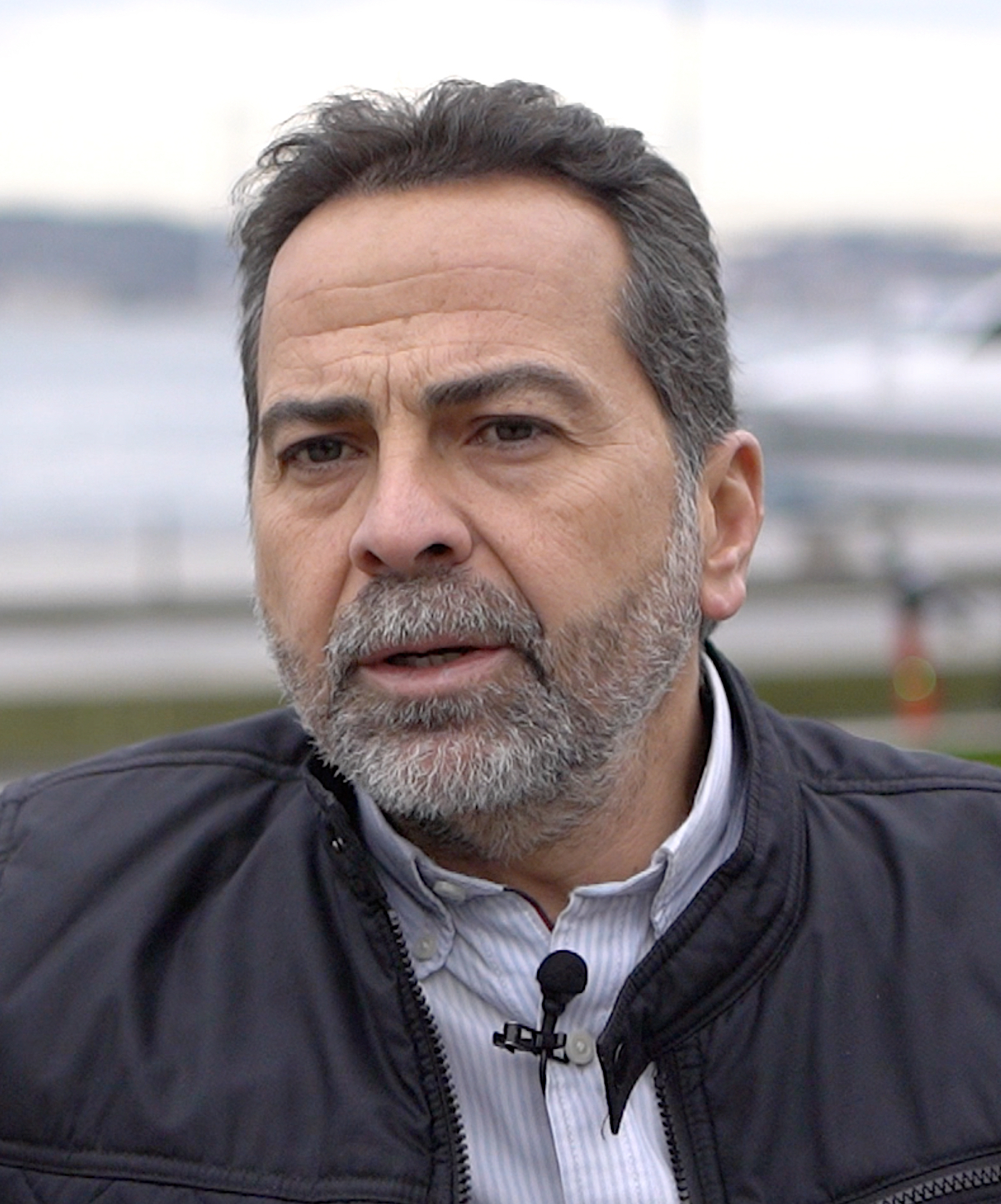
Nasuh Mahruki (2024)

Mahruki ist der erste Türke, der den Gipfel des Mount Everest und die Seven Summits bestieg. Ferner ist er Mitgründer und ehemaliger Vorstandsvorsitzender der Bergrettungsvereinigung AKUT Arama Kurtarma Derneği. 2024 trat er als Bürgermeisterkanditat in Beşiktaş an und wurde wegen angeblicher Falschmeldungen im Dezember kurzzeitig inhaftiert und später vor Gericht gestellt.

## Leben

### Herkunft
Nasuh Mahruki ist der Enkel der fünften Generation von Admiral Nasuhzade Ali Pascha, der während des osmanischen Reichs Sultan Mahmud II. diente. Sein Vater, Cafer Cem Mahruki (1943–2024), war einer der bedeutendsten Numismatiker der Türkei und Präsident der Türkischen Numismatischen Vereinigung, der seinen Lebensunterhalt mit einem Autoteile-Handel verdiente. Mahrukis Mutter kam 1999 bei einem Erdbeben ums Leben.

### Ausbildung
Nach seinem Abitur am Şişli Terakki-Gymnasium in Istanbul im Jahr 1987 besuchte Mahruki die School of Business Administration an der Bilkent-Universität in Ankara, die er 1992 abschloss. Während seiner Zeit an der Universität lernte er im Kletterclub der Universität das Bergsteigen kennen und wurde später Clubpräsident. Danach hat Nasuh Mahruki an der Nationalen Sicherheitsakademie (Milli Savunma Üniversitesi) in Beşiktaş, Istanbul studiert und dort 2004 seinen Abschluss gemacht.

### Bergsteigen
1995 bestieg er als erster Türke den Gipfel des Mount Everest und komplettierte 1996 die Besteigung der sieben höchsten Gipfel der Welt (Seven Summits). Im Jahr 1997 bestieg er den Cho Oyu im Alleingang und stellte damit einen türkischen Rekord auf. Als Nächstes bestieg er 1998 den Lhotse ohne Sauerstoffflasche und den K2. Er veröffentlichte sieben Bücher und mehrere Dokumentarfilme. Er hielt Vorlesungen zum Thema „Teamarbeit und Führung“ an der Bahçeşehir-Universität und organisiert darüber hinaus Motivationsreden und Seminare zu Themen wie Führung, Teamarbeit, persönliche Entwicklung, Selbstbewusstsein, Zielorientierung, Entschlossenheit, Disziplin und Risikomanagement und arbeitete als Kolumnist für verschiedene Zeitungen und Zeitschriften.

#### Chronologie der wichtigsten Besteigungen
- Kleiner Demirkazık (3425 m) Westwandkletterei Niğde, Türkei, Juli 1991
- Fünf Besteigungen an Terskey Ala Too: Uglawaya (3900 m), Peak Studentin (4202 m), Brigandina-Albatros-Traverse (4800-4740 m), Cigid (5.170 m), Kasachstan, Juli 1991
- Türkische Erstbesteigung des Khan Tengri (7010 m), Kirgisistan, August 1992
- Große Demirkazık-Nordwandbesteigung (3756 m), Niğde, Türkei, September 1992
- Winterbesteigung des Elbrus (5621 m), Kaukasus, Russland, Februar 1993
- Pik Lenin (7134 m), Kirgisistan, Juli 1993
- Türkische Erstbesteigung des Vaja Psavela (6912 m), Kirgisistan, August 1993
- Türkische Erstbesteigung des Peak of Four (6 299 m), Kirgisistan, Juli 1994
- Türkische Erstbesteigung des Gipfels Korzhenevskaya (7105 m), Tadschikistan, Juli 1994
- Pik Kommunismus (7495 m), Tadschikistan, Juli 1994
- Allein- und türkische Erstbesteigung des Pik Pobeda (7439 m), Kirgisistan, August 1994
- Erste türkische Winterbesteigung des Damavand (5610 m), Iran, Dezember 1994
- Besteigung des Erciyes (3916 m), Winterbesteigung des Nordeisfalls, Kayseri, Türkei, Februar 1995
- Abschluss des „Seven Summits“-Projekts zur Besteigung der höchsten Gipfel aller Kontinente im November 1996: Mt. Everest (8848 m), Tibet, 17. Mai 1995
- Erste türkische Besteigung des Aconcagua (6959 m), Argentinien, November 1995
- Türkische Erstbesteigung des Vinson-Massivs (4897 m), Antarktis, Dezember 1995
- Erste türkische Besteigung des McKinley (6194 m), Alaska, USA, Januar 1996
- Erste türkische Besteigung des Kilimandscharo (5895 m), Tansania, August 1996
- Elbrus (5642 m) Kaukasus, Russland, August 1996
- Mount Kosciuszko (2228 m), Australien, November 1999
- Great Demirkazık (3756 m), Peck-Route, Erstbegehung im Winter, Niğde, Türkei, Dezember 1999
- Güzeller (3461 m), Nordwand-Erstbegehung im Winter, Niğde, Türkei, Februar 1997
- Solo-Besteigung des Cho Oyu (8201 m), Tibet, sechsthöchster Berg der Erde. Die höchste Solo-Besteigung der Türkei. September 1997, ohne Sauerstoff.
- Erste türkische Besteigung des Lhotse (8516 m), des vierthöchsten Berges der Erde, Nepal, 1998
- Westwand, Nepal, Mai 1998, Die höchste sauerstofflose Besteigung der Türkei.
- Erste versuchte türkische Besteigung des Manaslu (8163 m), Nepal, Oktober 1998
- Damavand (5610 m), Iran, Januar 2000
- Winterbesteigung des Ararat (Ağrı Dağı) (5137 m), Türkei, Februar 2000
- Erste türkische Besteigung des K2 (8611 m), Pakistan Juli 2000. Zweithöchster Berg der Erde, höchste Besteigung ohne Sauerstoff durch einen türkischen Staatsbürger.
- Muztagh Ata (7546 m), China, August 2001. Erste türkische Besteigung. Höchste Skibesteigung der Türkei.

### Vereinswesen
Mahruki ist ein Gründungsmitglied von AKUT. Um sich auf die Politik zu konzentrieren, trat er am 28. November 2016 als Vorsitzender des Verwaltungsrats und Vorstandsmitglied zurück. 2019 trat er auch als Ehrenpräsident von AKUT zurück.

### Politik
Mahruki gehört dem kemalistischen Lager an und ist ein lautstarker Kritiker von Recep Tayyip Erdoğan. Er gilt als wichtiger Vertreter der Zivilgesellschaft in der Türkei. Seine politischen Forderungen umfassen Transparenz und Fairness bei Wahlen, Meinungsfreiheit und Pressefreiheit, Kampf gegen die Korruption in staatlichen Institutionen und Schutz vor willkürlichen Verhaftungen. Auch die Katastrophenhilfepolitik der AKP-Regierung hat er inhaltlich kritisiert und sieht bei der AKP eine Mitschuld an den hohen Opferzahlen des Erdbebens von 2023 in der Südosttürkei.
Seit 2016 ist er in der Lokalpolitik aktiv und machte sich Hoffnungen auf die Bürgermeisterkandidatur der sozialdemokratischen CHP für den Istanbuler Stadtteil Besiktas. Als die CHP ihn jedoch nicht nominierte, kandidierte er bei den Kommunalwahlen im März 2024 als unabhängiger Kandidat und erhielt 13 Prozent der Wählerstimmen.
Am 20. November 2024 wurde er vor allem unter dem Vorwurf der öffentlichen Verbreitung irreführender Informationen verhaftet, weil er auf dem Kurznachrichtendienst X die nationale Wahlbehörde YSK beleidigt habe. Mahruki hatte in dem Post Ahmet Yener, dem Leiter der Behörde, Wahlmanipulation vorgeworfen, weil dieser über Pläne sprach, die elektronische Stimmabgabe in der Türkei einzuführen: „Verehrtes türkisches Volk, äußerste Vorsicht und Wachsamkeit ist geboten. Die Regierung und die Wahlbehörde planen ein weiteres Mal, eure Stimmen zu stehlen [...] Das wäre das Ende der Türkischen Republik, mit Konsequenzen, die schrecklicher sind als eure schlimmsten Albträume.“ Diese Vorwürfe fallen unter das 2022 eingeführte Desinformationsgesetz, das besonders harte Strafen vorsieht und auch als Zensurgesetz kritisiert wird. Am 5. Dezember wurde er aus der Haft entlassen. Am 13. Januar 2025 wurde von einem Istanbuler Strafgericht erstinstanzlich eine Haftstrafe von drei Jahren von einem Staatsanwalt gegen Mahruki beantragt, denn Mahruki habe „mit dem Ziel gehandelt, in der Öffentlichkeit Unruhe, Furcht und Panik zu schüren.“

## Schriften
- Bir Dağcının Güncesi (Tagebuch eines Bergsteigers) Yapi Kredi Press, 1995.
- Everest'te İlk Türk (Erster Türke auf dem Everest) Yapi Kredi Press, 1995.
- Bir Hayalin Peşinde (Auf der Suche nach einem Traum) Yapi Kredi Press, 1996.
- Asya Yolları, Himalayalar ve Ötesi (Asiens Straßen, Himalaya und darüber hinaus) Yapi Kredi Press, 1999.
- Yeryüzü Güncesi (Tagebuch der Erde) KAPITAL Press, 2002.
- Vatan Lafla Değil Eylemle Sevilir (Heimat wird durch Taten, nicht durch leere Worte geliebt) GUNCEL YAYINCILIK, 2007.
- Kendi Everest'inize Tırmanın (Besteige deinen eigenen Everest) Alfa Yayinlari, 2010.[7]